# Kármán Mór
Szőllős-kislaki Kármán Mór, születési és 1874-ig használt nevén Kleinmann Mór, (Szeged, 1843. december 25. – Budapest, 1915. október 14.) zsidó származású magyar pedagógus, kiemelkedő neveléstudós, egyetemi tanár, közoktatás-politikai szakember.

## Életpályája
Szegedi kiskereskedő családból származott, apja Kleinmann Jakab, anyja Krámer Regina. Középiskoláit a szegedi piarista gimnáziumban és Pesten végezte. A szegedi királyi főgimnáziumban érettségizett (1862). A bécsi egyetemen filozófiai s filológiai tanulmányokkal foglalkozott, az egyetemen tanára volt Robert von Zimmermann cseh származású osztrák herbartista filozófus (1862–1865). Hazatérése után Szegeden rabbinikus teológiai, bölcseleti és filológiai tanulmányokat folytatott. A pesti egyetemen bölcsészdoktori s magiszteri oklevelet szerzett (1866).
Lőw Lipót  ajánlásával a Pesti Kereskedelmi Akadémián és pesti középiskolákban izraelita vallástant tanított (1868–1870). Részt vett a tanáregyesület gyűlésein, neve csakhamar ismeretessé vált pedagógiai s tanügyi kérdéseknél. Ennek köszönhette, hogy Eötvös József vallás- és közoktatási miniszter kiküldte a lipcsei egyetem gyakorlati tanárképzésének tanulmányozására (1869). Lipcsében az egyetemi tanárképzést átalakító vezetőjének, Tuiskon Zillernek bizalmát pedagógiai készültségével annyira megnyerte, hogy az mindjárt kinevezte az egyetemhez szervezett gyakorló elemi iskolai presbitériumának elnökévé, s avval is megbízta fiatal tanítványát: készítse el az iskola új szervezeti és tanulmányi rendjét. Megismerkedett – ekkor a városban élő – Wilhelm Reinnel, a herbartiánus pedagógia másik jelentős személyiségével.
Visszaért Pestre (1871. ősz), s a Pesti Királyi Magyar Tudományegyetem magántanáraként elkezdte az Egyetemen a pedagógia, etika és pszichológia oktatását (1872). – Fináczy Ernő emlékezett előadásaira:
„…tudományos érdeklődésem… egyik [ága a klasszika-filológia]. A másik a filozófia és pedagógia, s különösen az utóbbi volt. Ennek oka tanáromnak Kármán Mórnak hatásában rejlett. Kármán akkortájt nemrégen került haza Lipcséből, ahol Ziller Tuiskó volt tanára. Alapjában Kármán a herbárti pedagógiának volt követője, anélkül hogy ez a rendszer rabul ejtette volna. Önállóan gondolkodó fej volt, aki azt, amit átvett egyénileg át tudta formálni. Rendkívüli szuggesztív erő lakozott benne, előadásaiban is. Nem annyira anyagot adott, mint inkább problémákat fejtegetett. Előadása nélkülözte az iskolás rendet, a szabatos mondattani formát, a tetszetős folyamatosságot, de amit mondott annak volt súlya és ébresztő ereje. A hallgató mind egy szeme előtt látta a probléma nehézségeit a megoldáshoz vezető út kibontakozását, és végül a megoldást. A tanár ott a katedrán fűzte egymáshoz gondolatait, ott alakult ki az előadás. Szóval Kármán vetette meg alapját annak a pedagógiai gondolkodásomnak, amely később mindjobban kialakult, s melynek végelemzésében [a Budapesti Királyi Magyar Tudományegyetemen] pedagógiai tanszékemet köszönhettem. Klasszika-filológiai iskolázottságom adta meg a történelmi tudományos érdeklődést, és a módszert mellyel azután filozófiai és pedagógiai készültség párosult. Kármánnak három év alatt hirdetett valamennyi kollégiumát hallgattam: logikát, pszichológiát, ethikát, gimnáziumi pedagógiát, didaktikát, neveléstörténetet.”
Elkészítette, az általa javasolt gyakorló főgimnáziumi szabályzat tervezetét és az Egyetem mellé szervezett Középiskolai Tanárképző Intézethez a bölcselet és pedagógia tanári feladatainak ellátására kapott megbízatást. A Pauler Tivadar közoktatási miniszter által engedélyezett gimnáziumi gyakorlóiskola (mintaiskola) megnyitását (1872. május 16.) követően kinevezték az iskola pedagógiai vezetőjévé (1872. augusztus 28.). Kezdettől fogva szívvel-lélekkel foglalkozott a középiskolai tanárjelöltek gyakorlati tanításával, s nemcsak szóval, hanem példaadásával is ő honosította meg Magyarországon a Herbart-féle pedagógiai elméleten, és gyakorlati pszichológián alapuló tanítási módszert, módszerességet, melynek külföldön a lipcsei Ziller, a hozzá hasonló elméleti alapokon működő jénai Wilhelm Rein és a prágai Otto Willmann voltak a legkiválóbb képviselői. Míg azonban azok inkább a népiskolai tanítással kapcsolatban közvetítik a herbarti-tanítás módszertanát, addig ő a Herbart–Ziller–Karl Volkmar Stoy-féle irányt nagy önállósággal és rendkívüli szervezőképességgel a teljes gimnáziumi képzés folyamatában valósította meg. Magyarországon a gyakorlati tanítás terén Herbart szellemébe senki se hatolt be oly mélyen, mint ő. E téren egy olyan magyarországi pedagógiai iskola vezető teoretikusa, alapítója lett, mely mellőzte a 19. század végén a német herbartista pedagógiában erőteljesebben jelentkező sablonszerűségeket, és szigorúan megokolt etikai–pszichológiai elvekre épülőn, a nemzeti sajátosságok érvényesítésének törekvése jellemezte.
A Országos Közoktatási Tanács rendes tagja (1873–1915), illetve jegyzője (1873–1883) volt. Új gimnáziumi tantervet és utasításokat szerkesztett, ezekben új alapokra fektette a magyarországi gimnáziumi oktatást és új irányt adott a magyarországi művelődésnek (1879). Súlyos betegsége miatt gyakorlóiskolai tanári és az iskola pedagógiai vezetői állásáról lemondott (1897). Részt vett és előadást tartott a II. Egyetemes Tanügyi Kongresszuson (1896. július 2–8.). Gyógyulása után mint az elméleti pedagógiai ügyek előadóját a Vallás- és Közoktatásügyi Minisztériumba osztották be (1907). Ferenc József császár és király egyik unokaöccse, Albrecht főherceg tanítását is rábízták. – A magyar közoktatásban végzett érdemeiért magyar nemességet kapott (1908), egyetemi nyilvános rendes tanár lett (1909). Részt vett, és előadást tartott a III. és a IV. Nemzetközi Filozófiai Kongresszuson (Heidelberg – 1908. augusztus 31–szeptember 5; Bologna – 1911. április 6–11.), és két Nemzetközi Erkölcsi Nevelési Kongresszuson (I. London – 1908. szeptember 25–29. és II. Hága – 1912. augusztus 22–27.).
Egy anekdota: Kármán Mór nagyon szerény ember volt, és amikor Munkácsy Krisztus Pilátus előtt című festményén Krisztusban sokan ráismertek, így tiltakozott:
„Krisztus már régen példaképül szolgál nekem, de hogy valaha én szolgáljak mintául Krisztusnak, azt sose hittem volna.”
Öt gyermeke volt: Ferenc, Elemér, Tódor, Miklós és Jozefin.
Sírja Budapesten a Kozma utcai izraelita temető 5A–18–1 sírhelyén található.

## Ismertebb tanítványai
- Büchler Adolf (1867–1939)
- Fináczy Ernő (1860–1935)
- Mázy Engelbert (1865–1933)
- Volf György (1843–1897)
- Waldapfel János (1866–1935)
- Weszely Ödön (1867–1935)

## Művei (válogatás)

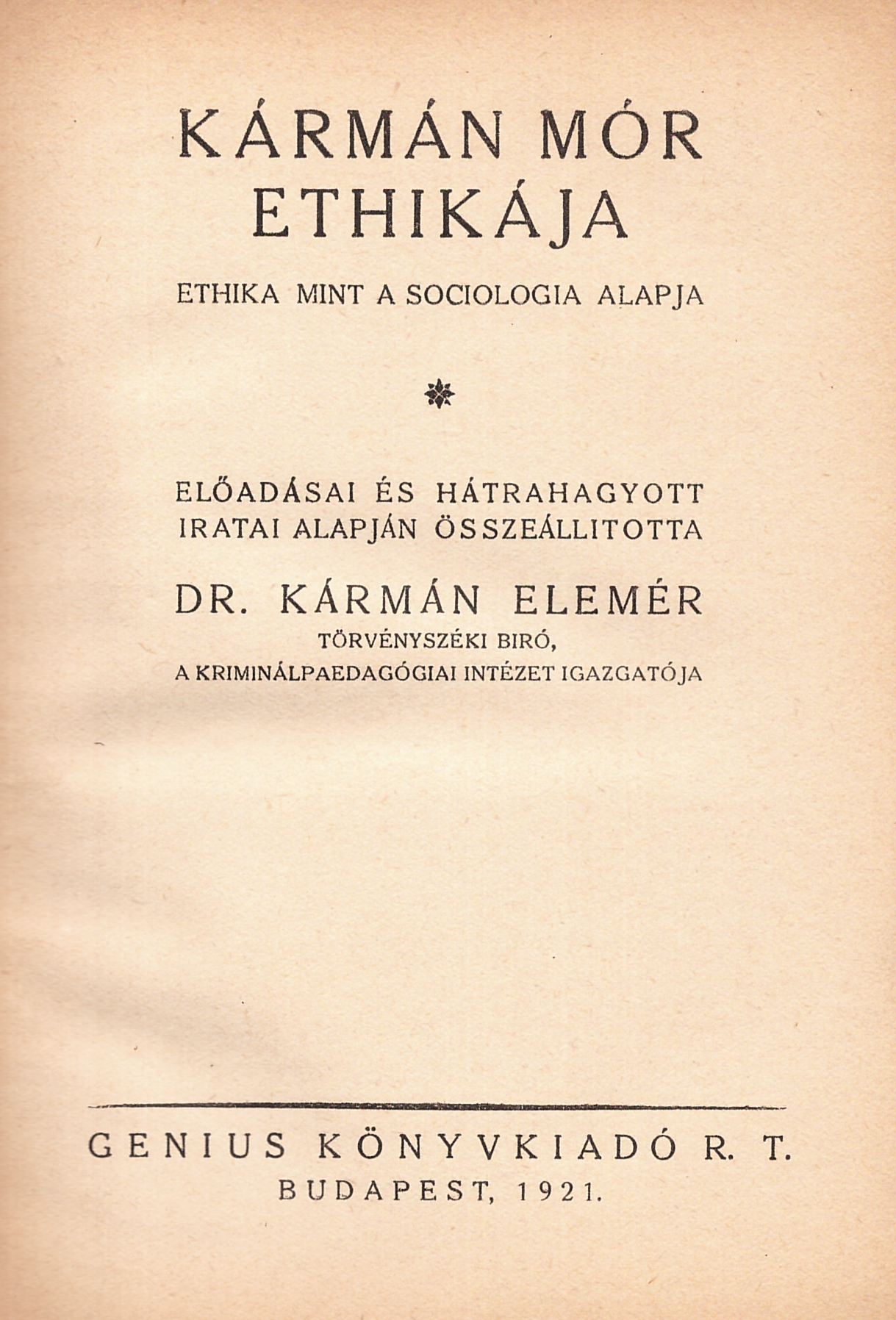
Kármán Mór ethikája, összeállította Kármán Elemér

Publikációi szorosan követték gyakorlati pedagógiai feladatait, tevékenységét. Nem írta le, nem összegezte egy átfogó elméleti műben pedagógiai alapvetését. – Tanulmányai részletes bibliográfiája olvasható előbb a Szinnyei József szerkesztette Magyar írók élete és munkái 5. kötetében, majd a Kármán Mór munkái és dolgozatai bibliográfiában a Magyar Paedagogia XXV. évfolyam, 1916, 10. szám, 586–593. oldalain. – Írásainak a jegyzetekben megadott bibliográfiai adatai, csak jelezni kívánják a gyakorlati–kritikai munkásságával együtt járó publikációs tevékenységét. 
- Herbart és Lubrich – Aigner Lajos, Budapest, 1875, 35 o.
- Beispiel eines rationellen Lehrplans für Gymnasien. Halle a. S., 1890. Online
- Die Organisation des höheren Unterrichts in Ungarn – C. H. Beck’sche Verlagsbuchhandlung, München, 1896, 53 p. – Sonderabdruck aus Dr. A. Baumeister’s „Handbuch der Erziehungs- und Unterrichtslehre für höhere Schulen”
- Az ember tragédiája: elemző tanulmány – Budapesti Szemle, CXXIV. kötet, 1905, 57–115. o.
- Előadás a Társadalomtudományi Társaság vitaülésein a középiskolai kérdésről. Gyorsírói jegyzet alapján. – In. A középiskola reformja – A Huszadik Század Könyvtára, 12. – Deutsch Zsigmond és Társa Könyvkereskedése, Budapest, 1906, 238–263. o. – Hozzáférés ideje: 2012. február 17. 16:00
- Népoktatásunk szervezése és újabb törvényhozás szükségessége: közoktatásügyi tanulmány – Eggenberger, Budapest, 1906, 108 o. – Klny.: Budapesti Szemle 1906. 357–360. sz.
- Feminismus és paedagogia: elnöki megnyitó – Eggenberger, Budapest, 1906, 15 o.
- Közoktatásügyi tanulmányok I. – A felekezeti oktatás és az állam részvétele a népiskola szervezésében – Franklin, Budapest, 1906, 174 o.[20]
- A történelem tanítása – Pedagógiai dolgozatok II. – Budapesti Szemle 1906, 234–237. o.
- Egy kis történetphilosophia: művelődésünk fejlődésének törvényszerűsége – Franklin Nyomda, Budapest, 1908, 35 o.
- A nevelés célja és feladatai – In. Emlékkönyv Beöthy Zsolt születésének hatvanadik évfordulójára – írták tanítványai, barátai, tisztelői – Athenaeum, Budapest, 1908
- Paedagogiai dolgozatok rendszeres összeállításban I–II. kötet – Eggenberger, Budapest, 1909,
- Közoktatásügyünk politikai vonatkozásai – Magyar Paedagogia, 1910, 8. szám 465–479. o.
- Közoktatásügyi tanulmányok II. – Közoktatásunk múltja – Franklin, Budapest, 1911, 271 o.
- Ungarisches Bildungswesen: Geschichtlicher Rückblick bis zum Jahre 1848 – Universitätsdruckerei, Budapest, 1915, 212 p.
- Bevezetés az erkölcsi nevelés elméletéhez – Magyar Paedagogia, 1916, 10. szám 543–569. o.
- Kármán Mór válogatott pedagógiai művei – Összeállította, bevezetővel, jegyzetekkel ellátta: Faludi Szilárd; Közreműködött: Jáki László – Tankönyvkiadó, Budapest, 1969, 269 o. – Hozzáférés ideje: 2011. január 24.

## Szerkesztői munkái
- Magyar Tanügy (1873–1882)[21]
- Jeles Írók Iskolai Tára (1877–1885)
- Történeti Kézikönyvek (1879–1886)
- Közoktatásügyi törvények és rendeletek Tára (1868–1877)[22]